# Curimopsis setulosa
Curimopsis setulosa är en skalbaggsart som först beskrevs av Mannerheim 1852.  Curimopsis setulosa ingår i släktet Curimopsis och familjen kulbaggar. Inga underarter finns listade i Catalogue of Life.